# The Good, the Bad, and the Argyle
The Good, the Bad, and the Argyle is het debuutalbum van de Amerikaanse punkband The Bouncing Souls. Het album werd uitgegeven op 1 november 1994 BYO Records op cassette, cd en lp, en door Chunksaah Records op cd en lp. In 2013 werd het door Chunksaah Records heruitgegeven op lp. De uitgave van het album werd in 1994 gevolgd door een tournee door de Verenigde Staten, die de band ook buiten de lokale punkbeweging enige bekendheid gaf.
Het grootste deel van het album was al eerder uitgegeven op twee ep's van de band uit 1993 en 1994, respectievelijk The Argyle EP en Neurotic. De andere vijf nummers op het album zijn niet eerder uitgegeven.

## Nummers
1. "I Like Your Mom" (Neurotic) - 0:47
2. "The Guest" (Neurotic) - 2:16
3. "These Are the Quotes from Our Favorite 80's Movies" (The Argyle EP) - 1:57
4. "Joe Lies (When He Cries)" (The Argyle EP) - 3:50
5. "Some Kind of Wonderful" (Neurotic) - 2:35
6. "Lay 'Em Down and Smack 'Em, Yack 'Em" - 1:38
7. "Old School" (The Argyle EP) - 3:48
8. "Candy" (cover van The Strangeloves) - 2:36
9. "Neurotic" (Neurotic) - 2:54
10. "Inspection Station" - 1:56
11. "Deadbeats" - 2:42
12. "I Know What Boys Like" (cover van The Waitresses) - 3:15

## Band
- Greg Attonito - zang
- Pete Steinkopf - gitaar
- Bryan Keinlen - basgitaar
- Shal Khichi - drums